# 마메이
마메이(스페인어: mamey, 학명: Pouteria sapota 포우테리아 사포타[*])는 사포테과의 과일 나무이다. 열매는 사포테라 불리는 과일의 하나로, 마메이사포테(스페인어: mamey zapote)라는 이름으로도 알려져 있다. 원산지는 과테말라, 니카라과, 멕시코, 벨리즈, 엘살바도르, 온두라스등 북·중미 지역이다.

## 사진

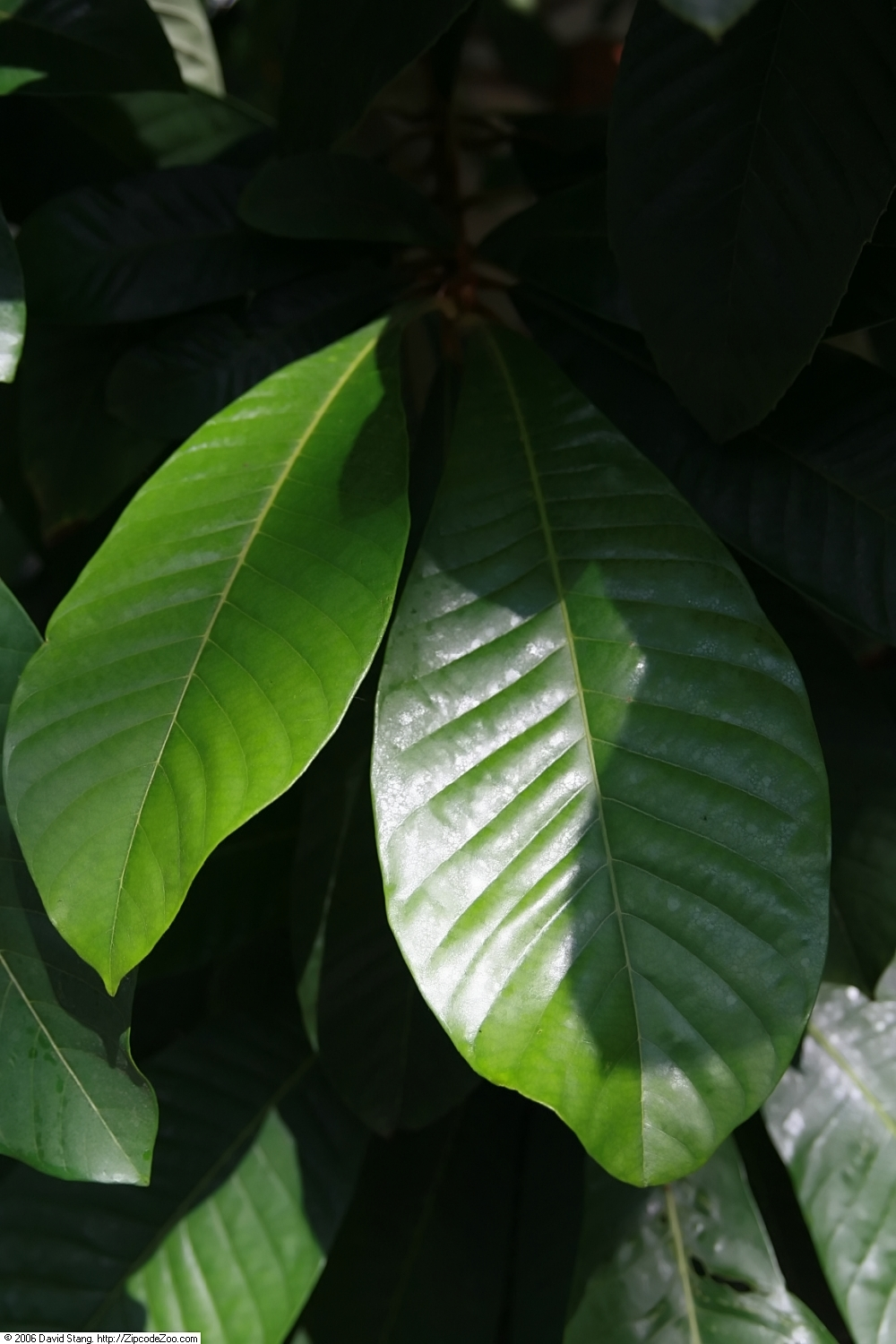
잎
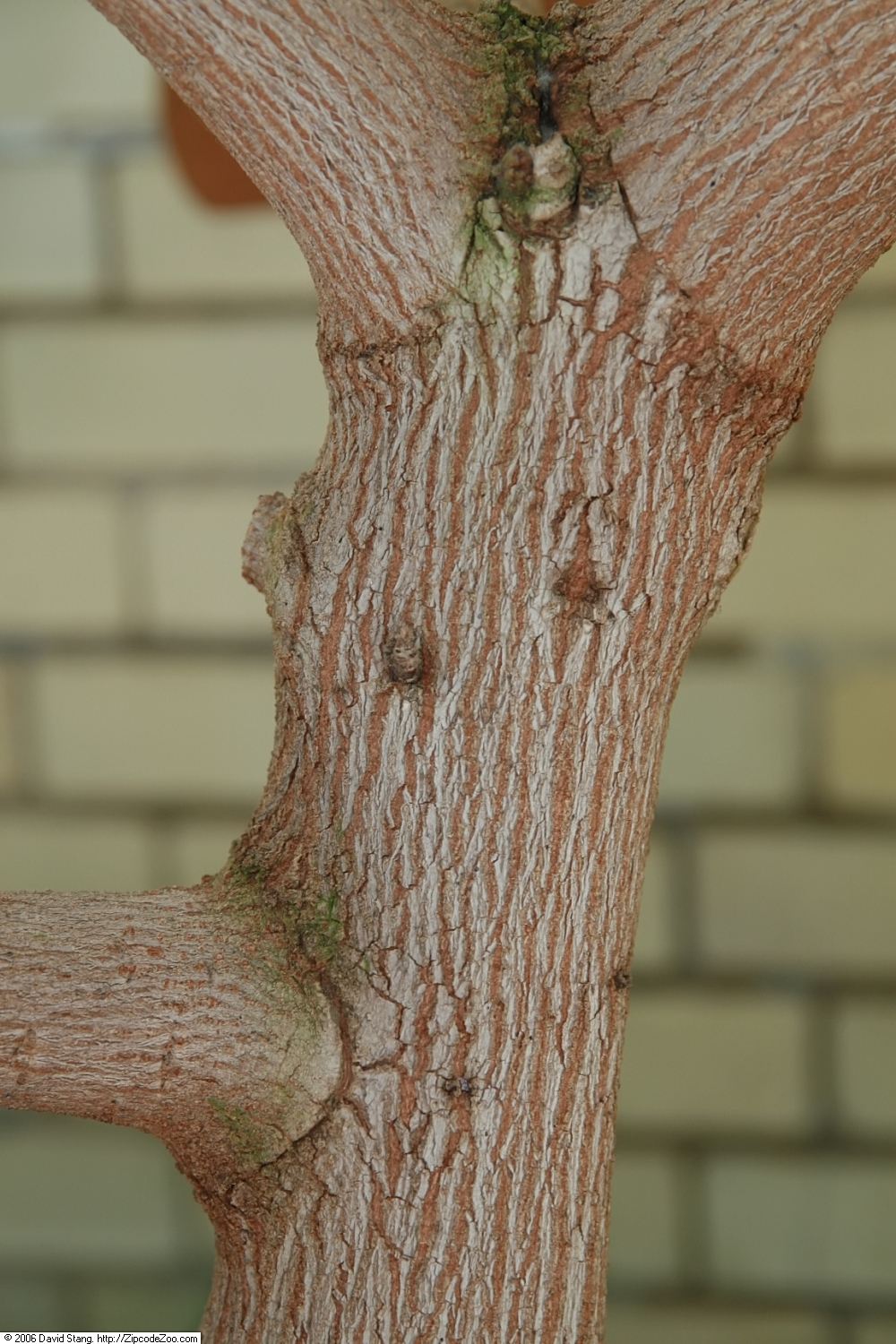
나무줄기와 가지
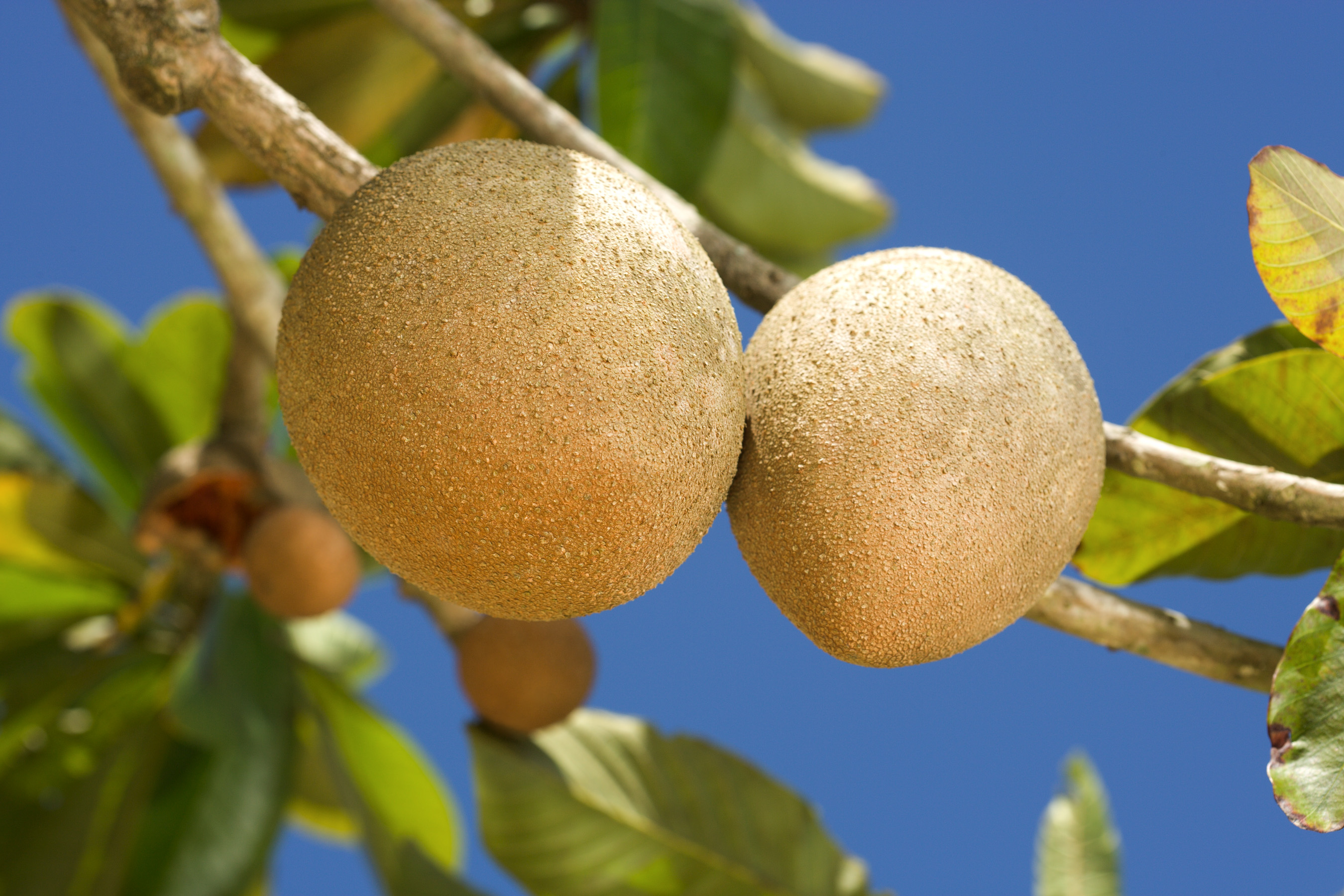
열매
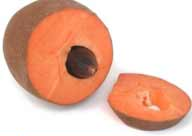
열매와 씨

## 같이 보기
- 루쿠마
- 사포딜라